# Bangladeschische Badmintonmeisterschaft 1976
Die Bangladeschische Badmintonmeisterschaft 1976 war die 2. Austragung der nationalen Titelkämpfe im Badminton in Bangladesch. 

## Sieger und Finalisten
| Disziplin       | Gold                                                                | Silber                                              |
| --------------- | ------------------------------------------------------------------- | --------------------------------------------------- |
| Herreneinzel    | Akhtaruzzaman Nantu (Estern SC)                                     | Mozammel Haque Montu (Victoria Sporting Club)       |
| Dameneinzel     | Rumana Ahmed (Dhaka Badminton Club)                                 | Sirin Rahman (Sputining International)              |
| Herrendoppel    | Mozammel Haque Montu Samsul Islam Mehedi (Victoria Sporting Club)   | A. Islam M. Islam (Dhaka Badminton Club)            |
| Damendoppel     | Rumana Ahmed Saera Banu Munni (Dhaka Badminton Club)                | Sayeeda Marrium Tareq Sums (Victoria Sporting Club) |
| Mixed           | Mozammel Haque Montu Sayeeda Marrium Tareq (Victoria Sporting Club) | A. Islam Rumana Ahmed (Dhaka Badminton Club)        |
| Junioreneinzel  | Narayn (Estern SC)                                                  | Fahim (Dhaka DSA)                                   |
| Juniorendoppel  | Kanchon Akhter (Chittagong DSA)                                     | Aziz Dutta Mihir (Rongpur DSA)                      |
| Veteranendoppel | A. B. S. Safder M. A. Rakib (Metropolitan BC)                       | A. Islam H. A. Mirza (Dhaka Badminton Club)         |